# Space Technology 5

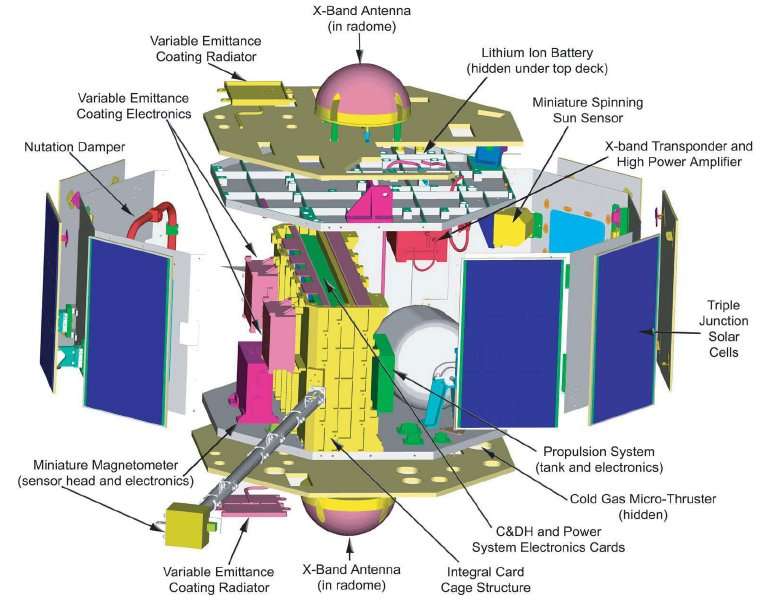
Schéma d'un satellite Space Technology 5

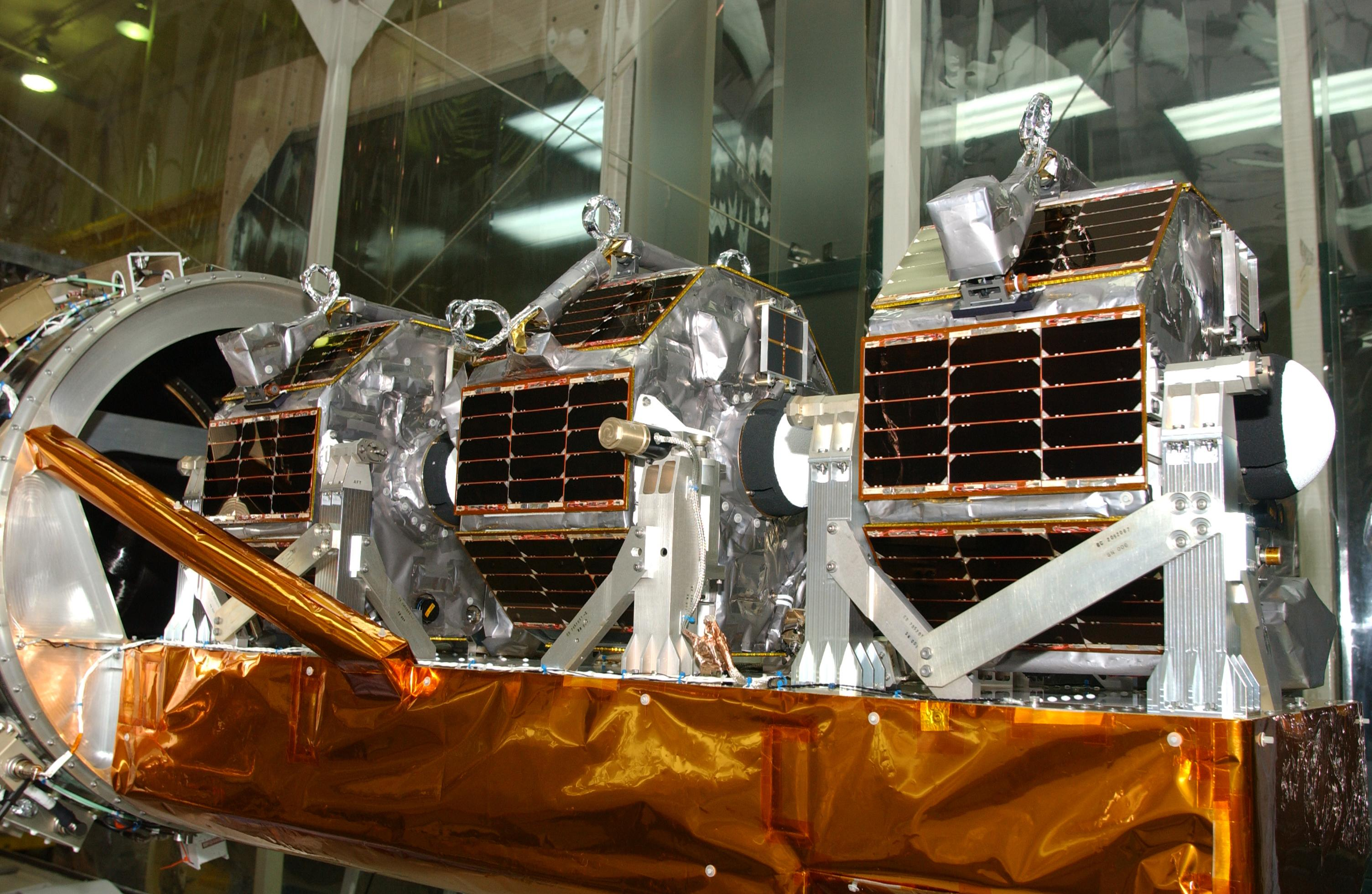
Les trois microsatellites avant leur lancement

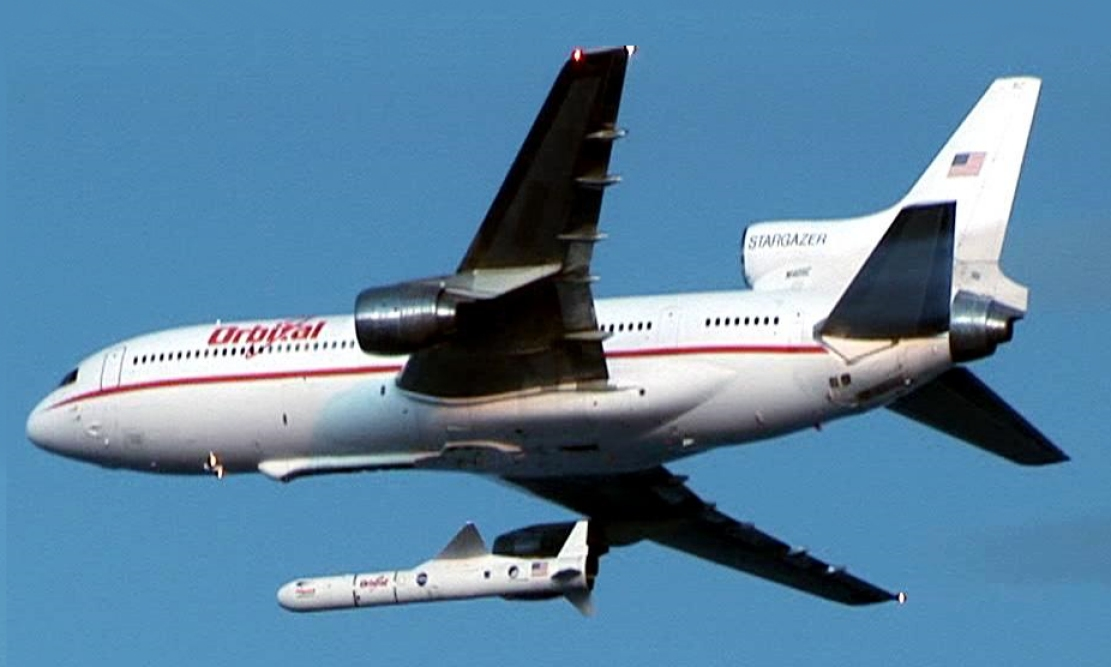
Lancement de la fusée Pegasus depuis un Lockheed L-1011 TriStar

La mission de Space Technology 5 est une mission du programme New Millennium de la NASA destiné à valider l'utilisation de composants miniaturisés à bord de satellites scientifiques. Space Technology 5 se compose de trois micro-satellites de 25 kg explorant les champs magnétiques de la Terre. 
Ils ont été lancés le 22 mars 2006 par une fusée Pegasus XL depuis un avion décollant de Vandenberg Air Force Base. La mission s'est achevée en juin 2006.
Dix nouvelles technologies sont testées par cette mission. L’une d’elles implique l’utilisation d’antennes conçues par un algorithme d'évolution artificielle. 